# Papamosques de dors olivaci
El papamosques de dors olivaci (Cyornis olivaceus) és una espècie d'ocell de la família dels muscicàpids (Muscicapidae). Es troba a Tailàndia, Myanmar, Malàisia, Indonèsia i Brunei. Habita els boscos tropicals i subtropicals de frondoses humits i el seu estat de conservació és de risc mínim.